# PreZero Grand Prix PLS 2023
PreZero Grand Prix PLS 2023 – 4. edycja letniego turnieju w piłce siatkowej zorganizowana przez Polską Ligę Siatkówki dla męskich i kobiecych klubów uczestniczących w PlusLidze oraz Tauron Lidze.
Zawody rozgrywane były w Gdańsku.
Turniej rozgrywany był w formule tzw. brazylijskiej. Drużyna liczyły cztery osoby.

## Turniej kobiet

### Eliminacje
- drużyna odpadła z turnieju
  - awans do kolejnej fazy turnieju

#### Grupa A
| Data       | Drużyna 1                    | Wynik | Drużyna 2                    | 1     | 2     | 3     | 4 | 5 | *      |
| ---------- | ---------------------------- | ----- | ---------------------------- | ----- | ----- | ----- | - | - | ------ |
| 12.08.2023 | GROT Budowlani Łódź          | 2:0   | Grupa Azoty Akademia Tarnów  | 25:14 | 25:17 |       |   |   | raport |
| 12.08.2023 | BKS BOSTIK ZGO Bielsko-Biała | 1:2   | OnlyBio Pałac Bydgoszcz      | 16:25 | 25:22 | 15:12 |   |   | raport |
| 13.08.2023 | Grupa Azoty Akademia Tarnów  | 0:2   | OnlyBio Pałac Bydgoszcz      | 10:25 | 18:25 |       |   |   | raport |
| 13.08.2023 | Grot Budowlani Łódź          | 2:1   | BKS BOSTIK ZGO Bielsko-Biała | 25:22 | 26:28 | 15:12 |   |   | raport |
| 14.08.2023 | BKS BOSTIK ZGO Bielsko-Biała | 2:0   | Grupa Azoty Akademia Tarnów  | 25:19 | 25:22 |       |   |   | raport |
| 14.08.2023 | OnlyBio Pałac Bydgoszcz      | 2:1   | Grot Budowlani Łódź          | 25:23 | 23:25 | 15:12 |   |   | raport |

#### Grupa B
| Data       | Drużyna 1                 | Wynik | Drużyna 2                 | 1     | 2     | 3     | 4 | 5 | *      |
| ---------- | ------------------------- | ----- | ------------------------- | ----- | ----- | ----- | - | - | ------ |
| 12.08.2023 | ŁKS Commercecon Łódź      | 0:2   | UNI Opole                 | 22:25 | 27:29 |       |   |   | raport |
| 12.08.2023 | Grupa Azoty Chemik Police | 2:0   | MOYA Radomka Radom        | 25:19 | 25:16 |       |   |   | raport |
| 13.08.2023 | UNI Opole                 | 2:0   | MOYA Radomka Radom        | 25:20 | 26:24 |       |   |   | raport |
| 13.08.2023 | ŁKS Commercecon Łódź      | 0:2   | Grupa Azoty Chemik Police | 11:25 | 18:25 |       |   |   | raport |
| 14.08.2023 | Grupa Azoty Chemik Police | 2:0   | UNI Opole                 | 25:23 | 25:16 |       |   |   | raport |
| 14.08.2023 | MOYA Radomka Radom        | 1:2   | ŁKS Commercecon Łódź      | 20:25 | 25:22 | 13:15 |   |   | raport |

#### Grupa C
| Data       | Drużyna 1                       | Wynik | Drużyna 2                       | 1     | 2     | 3     | 4 | 5 | *      |
| ---------- | ------------------------------- | ----- | ------------------------------- | ----- | ----- | ----- | - | - | ------ |
| 12.08.2023 | Developres Bella Dolina Rzeszów | 0:2   | ITA TOOLS Stal Mielec           | 15:25 | 13:25 |       |   |   | raport |
| 12.08.2023 | Energa MKS Kalisz               | 0:2   | #VolleyWrocław                  | 19:25 | 20:25 |       |   |   | raport |
| 13.08.2023 | ITA TOOLS Stal Mielec           | 1:2   | #VolleyWrocław                  | 21:25 | 25:21 | 13:15 |   |   | raport |
| 13.08.2023 | Developres Bella Dolina Rzeszów | 1:2   | Energa MKS Kalisz               | 12:25 | 25:22 | 9:15  |   |   | raport |
| 14.08.2023 | Energa MKS Kalisz               | 2:0   | ITA TOOLS Stal Mielec           | 25:16 | 25:8  |       |   |   | raport |
| 14.08.2023 | #VolleyWrocław                  | 2:0   | Developres Bella Dolina Rzeszów | 25:9  | 25:16 |       |   |   | raport |

### Ćwierćfinał
| Data       | Drużyna 1                    | Wynik | Drużyna 2               | 1     | 2     | 3     | 4 | 5 | *      |
| ---------- | ---------------------------- | ----- | ----------------------- | ----- | ----- | ----- | - | - | ------ |
| 15.08.2023 | BKS BOSTIK ZGO Bielsko-Biała | 2:1   | OnlyBio Pałac Bydgoszcz | 25:19 | 16;25 | 15:12 |   |   | raport |
| 15.08.2023 | Grupa Azoty Chemik Police    | 2:0   | Energa MKS Kalisz       | 25:4  | 25:14 |       |   |   | raport |
| 15.08.2023 | #VolleyWrocław               | 2:1   | ITA TOOLS Stal Mielec   | 25:21 | 21:25 | 20:18 |   |   | raport |
| 15.08.2023 | UNI Opole                    | 2:1   | GROT Budowlani Łódź     | 22:25 | 27:25 | 15:6  |   |   | raport |

### Półfinał
| Data       | Drużyna 1                    | Wynik | Drużyna 2                 | 1     | 2     | 3 | 4 | 5 | *      |
| ---------- | ---------------------------- | ----- | ------------------------- | ----- | ----- | - | - | - | ------ |
| 15.08.2023 | BKS BOSTIK ZGO Bielsko-Biała | 0:2   | Grupa Azoty Chemik Police | 16:25 | 18:25 |   |   |   | raport |
| 15.08.2023 | #VolleyWrocław               | 2:0   | UNI Opole                 | 25:16 | 25:23 |   |   |   | raport |

### Mecz o 3. miejsce
| Data       | Drużyna 1                    | Wynik | Drużyna 2 | 1     | 2     | 3 | 4 | 5 | *      |
| ---------- | ---------------------------- | ----- | --------- | ----- | ----- | - | - | - | ------ |
| 15.08.2023 | BKS BOSTIK ZGO Bielsko-Biała | 0:2   | UNI Opole | 20:25 | 18:25 |   |   |   | raport |

### Finał
| Data       | Drużyna 1                 | Wynik | Drużyna 2      | 1     | 2     | 3 | 4 | 5 | *      |
| ---------- | ------------------------- | ----- | -------------- | ----- | ----- | - | - | - | ------ |
| 15.08.2023 | Grupa Azoty Chemik Police | 0:2   | #VolleyWrocław | 22:25 | 22:25 |   |   |   | raport |

MVP turnieju została Agata Wawrzyńczyk.

## Turniej mężczyzn

### Eliminacje
- drużyna odpadła z turnieju
  - awans do kolejnej fazy turnieju

#### Grupa A
| Data       | Drużyna 1                          | Wynik | Drużyna 2                          | 1     | 2     | 3     | 4 | 5 | *      |
| ---------- | ---------------------------------- | ----- | ---------------------------------- | ----- | ----- | ----- | - | - | ------ |
| 17.08.2023 | Grupa Azoty ZAKSA Kędzierzyn-Koźle | 1:2   | KGHM Cuprum Lubin                  | 20:25 | 27:25 | 10:15 |   |   | raport |
| 17.08.2023 | Trefl Royal Seafood Gdańsk         | 2:0   | PGE GiEK Skra Bełchatów            | 25:16 | 25:20 |       |   |   | raport |
| 18.08.2023 | PGE GiEK Skra Bełchatów            | 2:1   | KGHM Cuprum Lubin                  | 20:25 | 25:23 | 15:9  |   |   | raport |
| 18.08.2023 | Grupa Azoty ZAKSA Kędzierzyn-Koźle | 1:2   | Trefl Royal Seafood Gdańsk         | 25:23 | 18:25 | 10:15 |   |   | raport |
| 19.08.2023 | Trefl Royal Seafood Gdańsk         | 1:2   | KGHM Cuprum Lubin                  | 25:16 | 21:25 | 11:15 |   |   | raport |
| 19.08.2023 | PGE GiEK Skra Bełchatów            | 0:2   | Grupa Azoty ZAKSA Kędzierzyn-Koźle | 21:25 | 15:25 |       |   |   | raport |

#### Grupa B
| Data       | Drużyna 1           | Wynik | Drużyna 2           | 1     | 2     | 3     | 4 | 5 | *      |
| ---------- | ------------------- | ----- | ------------------- | ----- | ----- | ----- | - | - | ------ |
| 17.08.2023 | Jastrzębski Węgiel  | 0:2   | Enea Czarni Radom   | 11:25 | 19:25 |       |   |   | raport |
| 17.08.2023 | PSG Stal Nysa       | 2:1   | BOGDANKA LUK Lublin | 23:25 | 25:19 | 15:12 |   |   | raport |
| 18.08.2023 | Enea Czarni Radom   | 0:2   | BOGDANKA LUK Lublin | 22:25 | 12:25 |       |   |   | raport |
| 18.08.2023 | Jastrzębski Węgiel  | 0:2   | PSG Stal Nysa       | 8:25  | 12:25 |       |   |   | raport |
| 19.08.2023 | PSG Stal Nysa       | 2:0   | Enea Czarni Radom   | 25:14 | 25:12 |       |   |   | raport |
| 19.08.2023 | BOGDANKA LUK Lublin | 2:0   | Jastrzębski Węgiel  | 25:21 | 25:17 |       |   |   | raport |

#### Grupa C
| Data       | Drużyna 1              | Wynik | Drużyna 2              | 1     | 2     | 3     | 4 | 5 | *      |
| ---------- | ---------------------- | ----- | ---------------------- | ----- | ----- | ----- | - | - | ------ |
| 17.08.2023 | Asseco Resovia Rzeszów | 2:0   | NORWID Częstochowa     | 25:13 | 25:21 |       |   |   | raport |
| 17.08.2023 | Indykpol AZS Olsztyn   | 2:1   | Ślepsk Malow Suwałki   | 25:21 | 24:26 | 15:7  |   |   | raport |
| 18.08.2023 | NORWID Częstochowa     | 0:2   | Ślepsk Malow Suwałki   | 10:25 | 13:25 |       |   |   | raport |
| 18.08.2023 | Asseco Resovia Rzeszów | 1:2   | Indykpol AZS Olsztyn   | 22:25 | 28:26 | 14:16 |   |   | raport |
| 19.08.2023 | Indykpol AZS Olsztyn   | 2:0   | NORWID Częstochowa     | 25:16 | 25:16 |       |   |   | raport |
| 19.08.2023 | Ślepsk Malow Suwałki   | 2:1   | Asseco Resovia Rzeszów | 25:22 | 18:25 | 15:13 |   |   | raport |

#### Grupa D
| Data       | Drużyna 1                  | Wynik | Drużyna 2                  | 1     | 2     | 3     | 4 | 5 | *      |
| ---------- | -------------------------- | ----- | -------------------------- | ----- | ----- | ----- | - | - | ------ |
| 17.08.2023 | Aluron CMC Warta Zawiercie | 2:1   | Barkom Każany Lwów         | 19:25 | 25:20 | 15:12 |   |   | raport |
| 17.08.2023 | Immergas Warszawa          | 2:0   | GKS Katowice               | 25:20 | 25:19 |       |   |   | raport |
| 18.08.2023 | Barkom Każany Lwów         | 1:2   | GKS Katowice               | 25:20 | 18:25 | 9:15  |   |   | raport |
| 18.08.2023 | Aluron CMC Warta Zawiercie | 1:2   | Immergas Warszawa          | 15:25 | 25:21 | 12:15 |   |   | raport |
| 19.08.2023 | Immergas Warszawa          | 2:0   | Barkom Każany Lwów         | 25:15 | 25:20 |       |   |   | raport |
| 19.08.2023 | GKS Katowice               | 2:0   | Aluron CMC Warta Zawiercie | 25:20 | 25:20 |       |   |   | raport |

### Ćwierćfinał
| Data       | Drużyna 1                  | Wynik | Drużyna 2            | 1     | 2     | 3 | 4 | 5 | *      |
| ---------- | -------------------------- | ----- | -------------------- | ----- | ----- | - | - | - | ------ |
| 20.08.2023 | Trefl Royal Seafood Gdańsk | 2:0   | BOGDANKA LUK Lublin  | 25:14 | 25:19 |   |   |   | raport |
| 20.08.2023 | Immergas Warszawa          | 2:0   | Ślepsk Malow Suwałki | 25:14 | 25:20 |   |   |   | raport |
| 20.08.2023 | PSG Stal Nysa              | 2:0   | KGHM Cuprum Lubin    | 25:19 | 25:14 |   |   |   | raport |
| 20.08.2023 | Indykpol AZS Olsztyn       | 2:0   | GKS Katowice         | 25:19 | 29:27 |   |   |   | raport |

### Półfinał
| Data       | Drużyna 1                  | Wynik | Drużyna 2            | 1     | 2     | 3 | 4 | 5 | *      |
| ---------- | -------------------------- | ----- | -------------------- | ----- | ----- | - | - | - | ------ |
| 20.08.2023 | Trefl Royal Seafood Gdańsk | 0:2   | Immergas Warszawa    | 19:25 | 19:25 |   |   |   | raport |
| 20.08.2023 | PSG Stal Nysa              | 2:0   | Indykpol AZS Olsztyn | 25:20 | 25:23 |   |   |   | raport |

### Mecz o 3. miejsce
| Data       | Drużyna 1                  | Wynik | Drużyna 2            | 1     | 2     | 3 | 4 | 5 | *      |
| ---------- | -------------------------- | ----- | -------------------- | ----- | ----- | - | - | - | ------ |
| 20.08.2023 | Trefl Royal Seafood Gdańsk | 0:2   | Indykpol AZS Olsztyn | 22:25 | 23:25 |   |   |   | raport |

### Finał
| Data       | Drużyna 1         | Wynik | Drużyna 2     | 1     | 2     | 3 | 4 | 5 | *      |
| ---------- | ----------------- | ----- | ------------- | ----- | ----- | - | - | - | ------ |
| 20.08.2023 | Immergas Warszawa | 2:0   | PSG Stal Nysa | 28:26 | 25:18 |   |   |   | raport |

MVP turnieju został Artur Szalpuk.